# 居德勒凡
居德勒凡（法語：Cudrefin）是瑞士联邦西部法语区的沃州下设的一个镇。在行政上属于布罗瓦-维利区管辖。居德勒凡的总面积为15.82平方公里。截至2010年底，总人口为1,289。

## 历史
2002年1月1日，邻镇尚马尔丹（Champmartin）并入居德勒凡。

## 地理
居德勒凡位于纳沙泰尔湖东岸。